# パン・ミナ
パン・ミナ（ハングル表記：방민아、1993年5月13日 - ）は、韓国の歌手、女優、タレント。2010年に韓国の女性アイドルグループGirl's Dayのメンバーとしてデビューし、メインボーカルを担当して活動したが2019年にグループは解散状態になった。女優としては2021年公開の映画『最善の人生』で主人公を演じて高く評価され、ニューヨークアジア映画祭でライジング・スターアジア賞、釜山映画批評家協会賞と韓国女性映画祭で最優秀新人女優賞を受賞した。なお、2024年よりSM C&Cと専属契約を締結している。

## 出演作品

### 映画
- 最善の人生（英語版）（최선의 삶、2021年） - カンイ役[2]

### ドラマ
- ヴァンパイア☆アイドル（朝鮮語版）（MBN、2011年-2012年） - アイドルグループ「ガールズ・ガールズ」の一員ミナ役[4]
- 波瀾万丈嫁バトル（朝鮮語版）（MBC、2015年-2016年） - 高校生ペク・ヒョンジ役[5][6]
- 野獣の美女コンシム（SBS、2016年） - コン・シム役
- 絶対彼氏。（SBS、2019年） - オム・ダダ役
- イベントを確認してください（朝鮮語版）（MBC、2021年、日本語題名未確定） - ハ・ソンイ役[7]
- デリバリーマン〜幽霊専門タクシー始めました〜（朝鮮語版）（ENA、2023年） - カン・ジヒョン役[8]